# Умножитель частоты
Умножитель частоты — электрическое или электронное устройство, в котором при подаче на вход колебаний с периодом {\displaystyle 2\cdot \pi /\omega _{\text{BX}}} на выходе формируются колебания с периодом {\displaystyle 2\cdot \pi /N\cdot \omega _{\text{BX}}}.
Умножители применяются для:
1. Переноса кварцованных частот (< 100 МГц) в СВЧ-диапазон;
2. Синтезирования сетки частот;
3. Измерения стабильности частоты.

В радиопередающих устройствах, применяя умножители, удаётся:
1. Использовать низкую частоту задающего генератора, что повышает стабильность;
2. Расширить диапазон перестройки радиопередающего устройства при меньшем диапазоне перестройки задающего генератора;
3. Повысить устойчивость работы радиопередающего устройства за счёт ослабления обратной связи, так как в умножителе частоты входные и выходные цепи настроены на разные частоты;
4. Увеличить абсолютную девиацию частоты или фазы при частотной или фазовой модуляции.

## Сравнение умножителя частоты и усилителя мощности по энергетическим параметрам
| Наименование параметра           | Усилитель мощности                                   | Умножитель частоты                                                                                        |
| -------------------------------- | ---------------------------------------------------- | --- |
| Выходная мощность                | {\displaystyle {P_{1}}}                              | {\displaystyle P_{N}\approx P_{1}/N}                                                                      |
| Электронный КПД                  | {\displaystyle {\text{K}}\Pi {\text{D}}_{\text{E1}}} | {\displaystyle {\text{K}}\Pi {\text{D}}_{\text{EN}}\approx 0.8\cdot {\text{K}}\Pi {\text{D}}_{\text{E1}}} |
| Сопротивление нагрузки           | {\displaystyle R_{H1}}                               | {\displaystyle R_{HN}\approx R_{H1}\cdot N}                                                               |
| Входной сигнал                   | {\displaystyle U_{1}}                                | {\displaystyle U_{N}\approx 0.46\cdot N^{2}\cdot U_{1}}                                                   |
| Коэффициент усиления по мощности | {\displaystyle K_{P1}}                               | {\displaystyle K_{PN}\approx 1.23\cdot K_{P1}/N^{2}}                                                      |

Из таблицы видно, что энергетические показатели ухудшаются с ростом N, поэтому, обычно УЧ применяют на малом уровне мощности и с N<4.